# Чамберс, Лоуренс
Лоуренс Чамберс (англ. Lawrence (Larry) Cleveland Chambers; род. 1929, Бедфорд, Виргиния, США) — американский адмирал, бывший капитан авианосцев «Мидуэй» и, «Корал Си». Первый афроамериканец, командующий авианосцем ВМФ США, и первый афроамериканец, выпускник Военно-морской академии США, ставший адмиралом.

## Биография
Родился 10 июня 1929 года в городе Бедфорд, штат Вирджиния; был третьим из пяти детей в семье, которых воспитывала мать Шарлотта Чамберс. После смерти отца она начала работать в Военном министерстве США для содержания большой семьи. Его брат Эндрю тоже стал военным, дослужившись до генерал-лейтенанта армии США.
После окончания школы Dunbar High School служил в Корпусе подготовки офицеров запаса, когда Уэсли Браун, первый афроамериканец, являющийся выпускником Военно-морской академии США, предложил ему обратиться в это же военное учебное заведение. Чамберс поступил в академию и стал вторым афроамериканцем, её выпускником (6 июня 1952 года).

### Военная карьера
В 1954 году, после 18 месяцев полётной подготовки, Лоуренс Чамберс стал морским летчиком. С 1968 по 1971 годы, участвуя во Вьетнамской войне, летал на боевые задания с авианосцев «Рейнджер» и «Орискани». В 1972 году он был произведен в капитаны первого ранга и зачислен в команду боевого корабля USS White Plains. В январе 1975 года Чамберс стал первым афроамериканцем, возглавившим авианосец «Мидуэй», на котором служил командиром до декабря 1976 года. Будучи произведенным в контр-адмиралы, служил командующим авианосных ударных групп (Carrier Strike Group 3 и Carrier Strike Group 4). Свою карьеру военного закончил в качестве заместителя командира авиационных систем ВМС Naval Air Systems Command.
В апреле 1975 года, будучи командиром авианосца «Мидуэй», Лоуренс Чамберс принимал участие в операции «Порывистый ветер» по эвакуации из Сайгона вертолётами американских и иностранных граждан (преимущественно южновьетнамцев). В ходе этой операции ему пришлось принять смелое и ответственное решение по расчистке палубы авианосца от нескольких находившихся там вертолётов UH-1 «Ирокез» (стоимость одного вертолёта составляла около 10 млн долларов), сбросив их в море, чтобы дать возможность приземлиться на корабль лёгкому самолёту «Сессна 0-1» (англ. Cessna O-1 Bird Dog), пилотируемому южновьетнамским лётчиком Ли Бынгом.

### В отставке
Уйдя с флота, Чамберс стал директором по развитию в корпорации System Development Corporation, одной из первых в мире компаний по производству программного обеспечения, начавшей свою деятельность в рамках Министерства обороны США. В 2010 году он принял участие в торжественном мероприятии, посвященном 35-летию операции «Порывистый ветер». 29 апреля 2015 года он посетил Сан-Диего, штат Калифорния, чтобы выступить в музее на борту авианосца «Мидуэй» в ознаменование 40-й годовщины этой операции.

## Награды
- Награждён Бронзовой звездой США, медалями «За службу во Вьетнаме» и «Похвальной службы», а также другими наградами.